# سوغان‌وردی‌لر
سوغان‌وردی‌لر (به لاتین: Soğanverdilər) یک منطقه مسکونی در جمهوری آذربایجان است که در شهرستان بردع واقع شده است. سوغان‌وردی‌لر ۱۴۸۷ نفر جمعیت دارد.